# ペドロ・デ・ポルトゥガル (コインブラ公)

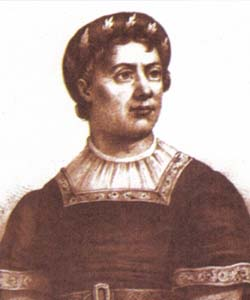
コインブラ公ペドロ

ペドロ・デ・ポルトゥガル（ポルトガル語: Infante Pedro de Portugal, Duque de Coimbra, 1392年12月9日 - 1449年5月20日）は、ポルトガル・アヴィス家の王族。コインブラ公。ジョアン1世と王妃フィリパの三男として生まれた。ポルトガルでは、ペドロが外国旅行を長くしたことから、Infante D. Pedro das Sete Partidas（世界の七カ所の王子）の名前で有名である。当時珍しい外国旅行をした人物で、1439年から1448年まで摂政を務めた。

## 生涯
幼い頃から、ペドロは父ジョアン1世の気に入りの息子だった。彼は兄弟たちとともに、当時まれに見る良質の教育を授けられた。彼は兄ドゥアルテ（のちのドゥアルテ1世）と弟ジョアン（のちのレケンゴス卿）と仲が良く、穏やかな環境の中で育てられた。 
1415年8月14日、ペドロは父ジョアン1世と兄ドゥアルテ、弟エンリケらと同行してセウタ攻略に参加した。彼らの母親フィリパは、病床にありながら息子たちにそれぞれ剣を与え、「勇ましく戦っておいで」と送り出した。それから1ヶ月後にフィリパは病死した。ペドロは戦いで自分の資質を見せられる前に騎士になることを拒否し、兄弟たちと同じ日に騎士となった。彼はコインブラ公となり、弟エンリケはヴィゼウ公とされた。これはポルトガルで初めての公爵位となった。
1418年、セネカの De Beneficiis を翻訳し終えたのち、ペドロはヨーロッパ中を旅行しに国を発ち、10年間国から離れていた。バリャドリッドでカスティーリャ王フアン2世と面会した後、ペドロはハンガリーへ向かい、ハンガリー王兼神聖ローマ皇帝ジギスムントのもてなしをうけた。ペドロはジギスムントの軍に加わって対オスマン帝国戦、ボヘミアのフス戦争においても戦った。1422年、ペドロは北イタリアのトレヴィーゾ公位を与えられた。1424年に神聖ローマ帝国を離れ、パトモス島でオスマン皇帝ムラト2世と面会した。当時はコンスタンティノープルを攻撃している最中であった。オスマン軍の猛攻撃に対するコンスタンティノープルの絶望的な状況は、ペドロに強い印象を与えた。コンスタンティノープルから、アレクサンドリアとカイロを経由して、ペドロは聖地へ旅行した。1425年にはフランスとイングランドを旅行し、パリ大学とオックスフォード大学を訪問した。1426年にフランドルへ到着し、ブルゴーニュ公国の宮廷に2年滞在した。ブルゴーニュ公フィリップ善良公の2度目の妃ボンヌ・ダルトワが1425年に死んだため、ペドロは妹イザベルを推薦した（善良公とイザベルは1430年に結婚）。
1427年、ペドロは兄ドゥアルテに宛てて、ブルッヘからの『正確な王国管理』という有名な手紙を書いた。同年、イングランド王ヘンリー4世からガーター騎士に叙された。1428年、ヴェネツィア近郊のトレヴィーゾ公国を訪問。 そこでヴェネツィア共和国のドージェ（元首）から、マルコ・ポーロの著作の複写を贈呈された。のちにペドロは、東方貿易を行うヴェネツィアの貿易行路の地図と本を購入するためと、弟エンリケへ依頼した。ヴェネツィアからはローマへ旅行し、ローマ教皇マルティヌス5世に面会した。その後バルセロナへと旅を続け、そこで兄ドゥアルテの妃としてアラゴン王女レオノールをもらい受けたいと交渉し、同時に自身の妃としてウルジェイ（ウルヘル）伯女エリサベ（イザベル）との結婚を交渉した。こうしてペドロは、10年かけて外国を見聞して歩いた。
1429年、ウルジェイ伯ジャウマ（ハイメ）2世の長女で相続人となったイサベルと結婚した。この結婚によって、ペドロはアラゴンの王位請求権を得た。ジャウマ2世はアルフォンソ4世の男系の曾孫であり、マルティン1世の死によりバルセロナ家の嫡系が断絶した際には有力な王位継承候補者であったためである（カスペの妥協を参照）。
1433年、ペドロは6巻にも及ぶ有名な作品 Tratado da Virtuosa Benfeitoria を完成させた。
兄ドゥアルテ1世が1438年に急死すると、幼いアフォンソ5世が即位し、母レオノール王太后が摂政に選ばれた。この選択は、レオノールが外国人であるため国民に歓迎されず、ペドロの弟アヴェイロ公ジョアンによりコルテスが招集されて、ペドロを摂政とすることが決定された。この選択は、一般庶民と、急激に発達するブルジョワ階級の両方に支持された。
しかしポルトガル貴族の内部では、特にバルセロス伯アフォンソ（ジョアン1世の庶子、ペドロの異母兄）がレオノール王太后に好かれていた一方、ペドロの政治的能力には疑いを持っていた。「影響の戦い」が始まり、数年後にはバルセロス伯アフォンソがアフォンソ5世お気に入りの伯父として権力を持つようになった。
1443年、和解の印として、ペドロは異母兄アフォンソをブラガンサ公に授爵し、両者の関係は沈静化したかに見えた。しかし1445年、ブラガンサ公アフォンソは、自分の娘ではなくペドロの娘イザベルがアフォンソ5世の妃に選ばれたことに気分を害した。些細なことで陰謀がめぐらされたが、ペドロは摂政を続け、その下で国は繁栄した。この時期に大西洋探険を遂行するための最初の助成金が出され、組織はエンリケ航海王子に与えられた。
1448年6月9日、アフォンソ5世は成年に達し、ペドロは王に国の全権を手渡した。伯父ブラガンサ公に影響されたアフォンソ5世は、ペドロの勅令全てを無効にして彼に敵対し始めた。
その年のうちにペドロには罪名が課せられ（後に嘘だと証明された）、アフォンソ5世は反逆者と名指しした。この状況は歓迎されない内戦であった。1449年5月20日、アルファルロベイラの戦い（アルヴェルカ近郊）でペドロは戦死した。死の状況ははっきりしていない。戦闘中に死んだという説、また自身の従者に暗殺されたという説がある。
ペドロの死後、ポルトガルはブラガンサ公アフォンソの手に落ちた。しかし、ジョアン2世の時代に祖父であるペドロは賞賛され、祖父の没落を招いたブラガンサ公に対する冷酷な迫害がされた。

## 子女
ウルジェイ女伯エリサベ（イザベル）との間に、6子をもうけた。
- ペドロ（1429年 - 1466年） - フアン2世、カスティーリャ王エンリケ4世と争ってアラゴン王、バルセロナ伯となった。
- ジョアン（1431年 - 1457年） - 1456年、キプロス王国の王位継承者シャルロット・ド・リュジニャンと結婚。アンティオキア公となるが、義母によって毒殺された。
- イザベル（1432年 - 1455年） - ポルトガル王アフォンソ5世妃
- ジャイメ（1434年 - 1459年） - リスボン大司教、枢機卿。イタリアに住んだ。美しい彼の墓は、フィレンツェのサン・ミニアート・アル・モンテ修道院にある。
- ベアトリス（1435年 - 1462年） - ラーフェンシュタイン卿アドルフ・フォン・クレーフェ（クレーフェ公アドルフ1世の子）の妻
- フィリパ（1437年 - 1493年） - 尼僧